# Saint-Haon-le-Vieux
Saint-Haon-le-Vieux – miejscowość i gmina we Francji, w regionie Owernia-Rodan-Alpy, w departamencie Loara.
Według danych na rok 1990 gminę zamieszkiwało 789 osób, a gęstość zaludnienia wynosiła 48 osób/km² (wśród 2880 gmin regionu Rodan-Alpy Saint-Haon-le-Vieux plasuje się na 914. miejscu pod względem liczby ludności, natomiast pod względem powierzchni na miejscu 684.).